# Eurytoma laserpitii
Eurytoma laserpitii är en stekelart som beskrevs av Mayr 1878. Eurytoma laserpitii ingår i släktet Eurytoma och familjen kragglanssteklar.
Artens utbredningsområde är:
- Österrike.
- Bulgarien.
- Ungern.
- Rumänien.

Inga underarter finns listade i Catalogue of Life.